# Ciril Šlebinger
Ciril Šlebinger, slovenski geolog, * 28. april 1907, Novo mesto, † 25. april 2000, Ljubljana.

## Življenje in delo
Osnovno šolo in gimnazijo je obiskoval v Ljubljani. Leta 1929 je diplomiral na fakulteti v Ljubljani. Sprva je poučeval na gimnaziji v Mariboru in Ljubljani, v letih 1941−1973 pa je predaval splošno geologijo na ljubljanski univerzi, od 1967 kot izredni profesor; junija 1943 se je v Črnomlju pridružil partizanom. Kot raziskovalec je preučeval  zdravilne vrelce in kartiral v Slovenskih goricah in na Notranjskem. Objavil je več kot 20 strokovnih člankov, izsledke raziskav pa zbral v okoli 20 elaboratih.

## Izbrana bibliografija
- Raziskovanje slatin in toplic v vzhodni Sloveniji (COBISS)
- /Geologija/. B, Fiziologija = sistematika rudnin (COBISS)
- Geološka podoba pokrajine med Muro in Dravo (COBISS)
- Dobrna (COBISS)